# Claude de Beauharnais (1756)
Claude de Beauharnais, II conte di Roches-Baritaud (La Rochelle, 26 settembre 1756 – Parigi, 10 gennaio 1819), è stato un nobile e politico francese.

## Biografia

### Infanzia

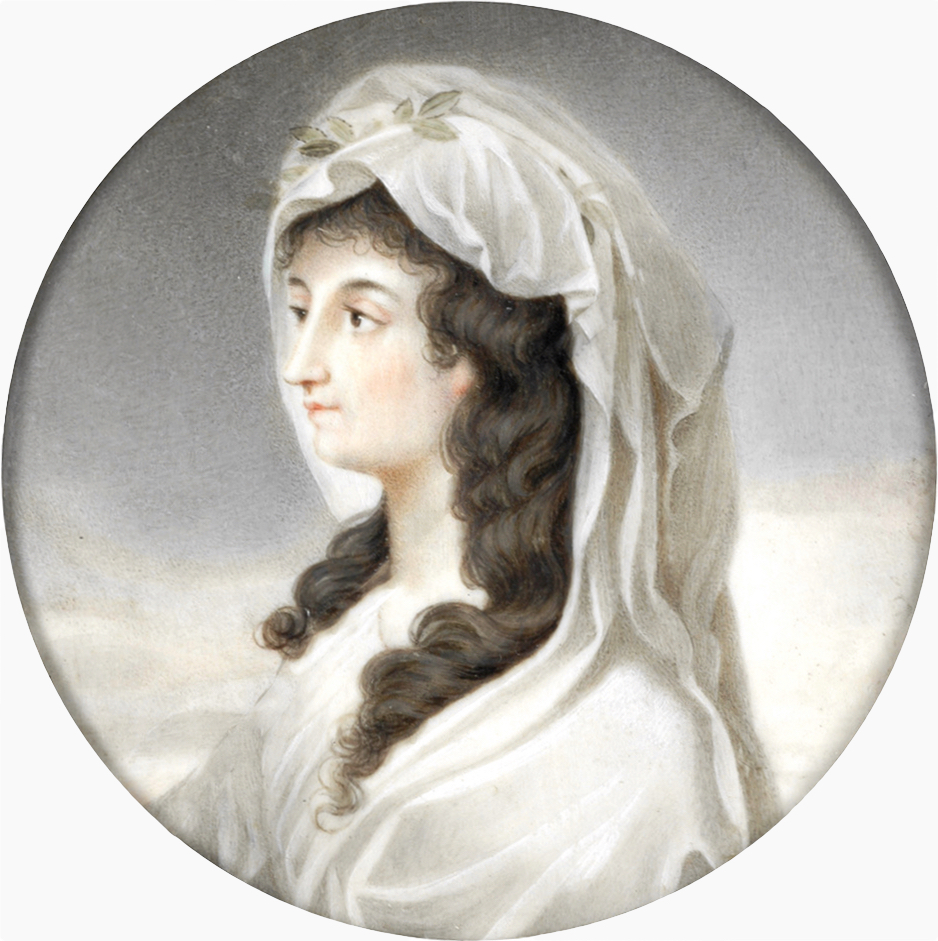
Fanny de Beauharnais

Era figlio di Claude de Beauharnais (1717–1784), conte di Les Roches-Baritaud (zio di Alexandre de Beauharnais e di François de Beauharnais) e di sua moglie Marie-Anne-Françoise Mouchard nota come Fanny de Beauharnais. Sua madre tenne un famoso salotto letterario a Parigi.  

### Primo matrimonio
Si sposò per la prima volta il 17 giugno 1786 con Claudine Françoise Adrienne Gabrielle de Lézay-Marnézia (1768-1791), da cui ebbe due figli.

### Secondo matrimonio
Rimasto vedovo si risposò nel 1799 con Suzanne-Sophie Fortin Duplessis (1775–1850), da cui ebbe una sola figlia.

### Carriera militare
Si unì all'esercito al principio dello scoppio della rivoluzione francese e fu un capitano del reggimento delle Gardes françaises. 

### Carriera politica

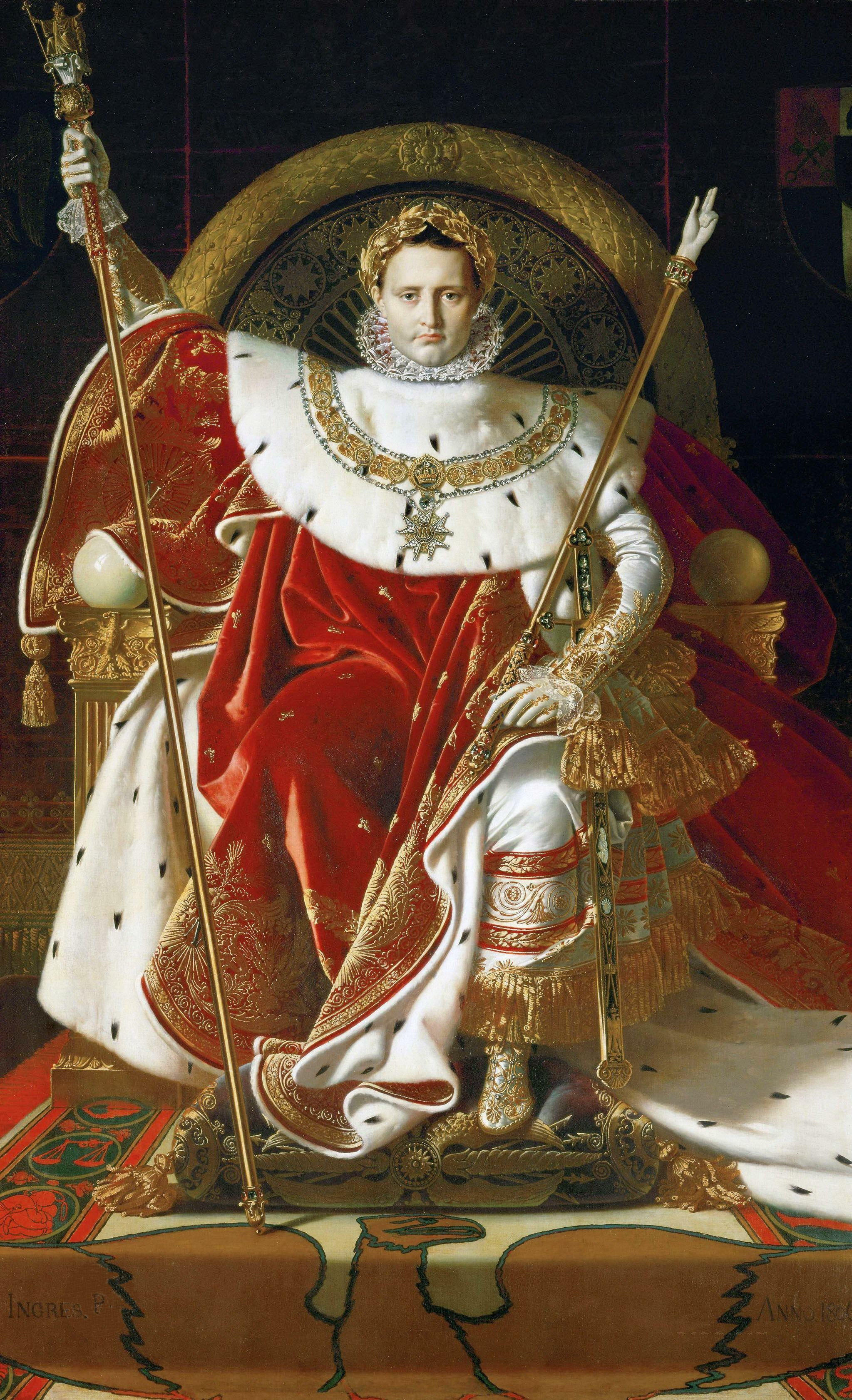
Napoleone Imperatore

Il 5 piovoso dell'anno XII (26 gennaio 1804) fu creato presidente del collegio elettorale del dipartimento della Vandea, diventando anche un Sénat conservateur il 1 fiorile dell'anno XII (20 aprile 1804). Fu reso membro della Légion d'honneur il successivo 25 pratile. 
Napoleone gli concesse la sénatorerie di Amiens il 16 marzo 1806. Fu creato Comte de l'Empire il 6 giugno 1808.
Nel 1810, diventò un membro del conseil d'administration del Sénat conservateur, un chevalier d'honneur dell'imperatrice Marie-Louise e gran croce dell'ordine della fedeltà (il 24 febbraio). Il 30 giugno 1811 divenne un grand-ufficiale della Légion d'honneur.

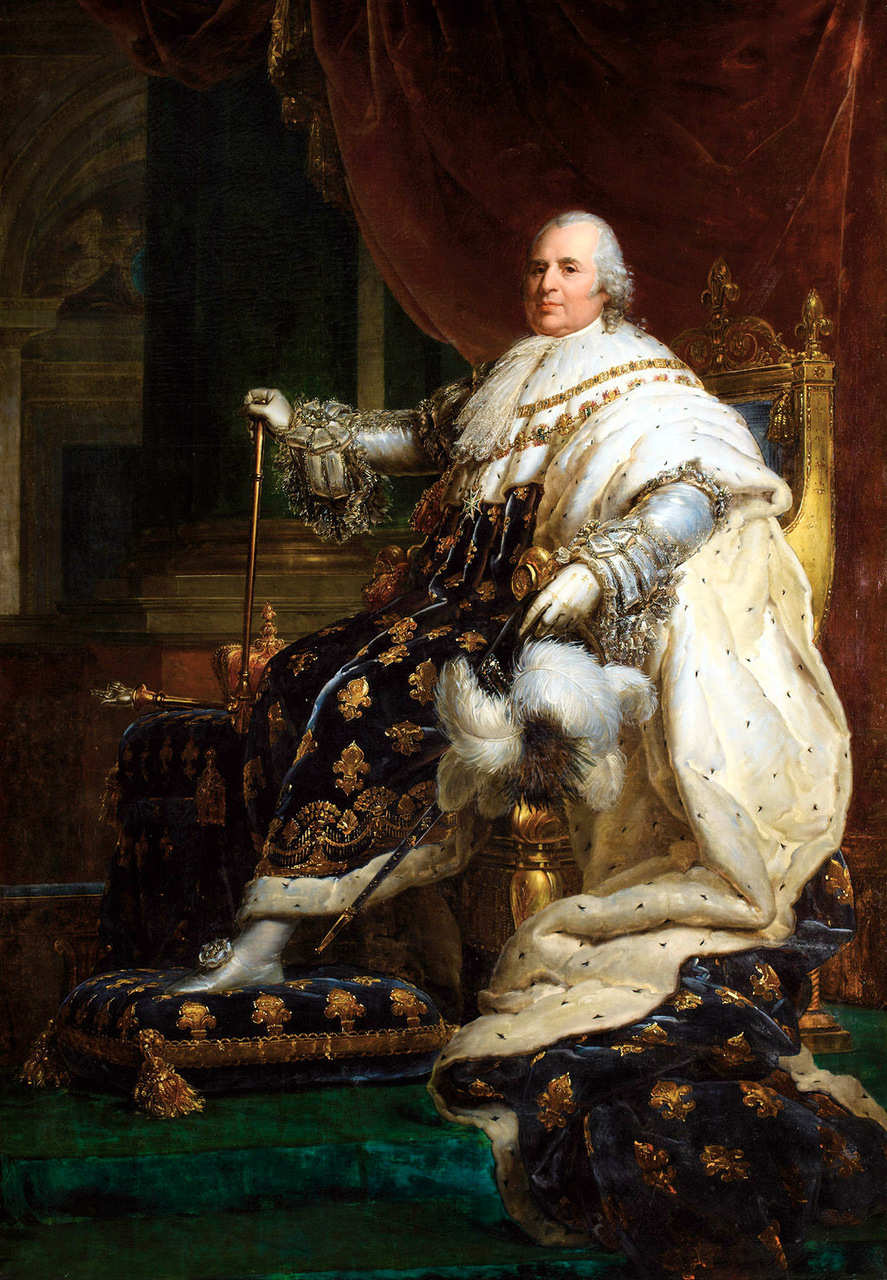
Luigi XVIII di Francia con le vesti dell'incoronazione

Con la restaurazione borbonica, Luigi XVIII aggiunse alle onorificenze che Claude aveva ricevuto sotto Napoleone, includendolo fra i pari di Francia il 4 giugno 1814. 

### Ultimi anni e morte
Nel processo al maresciallo Ney, Claude votò a favore della sua morte.
Il conte Claude morì il 10 gennaio 1819 a Parigi.

## Discendenza
Dal primo matrimonio con Claudine Françoise Adrienne Gabrielle de Lézay-Marnézia, Claude ebbe:
- Albéric Jules Albert de Beauharnais (23.08.1787–1791), morto nell'infanzia
- Stéphanie Louise Adrienne de Beauharnais (28 agosto 1789 – 29 gennaio 1860), che diventò figlia adottiva di Napoleone Bonaparte, sposò il futuro granduca di Baden Carlo II.

Il Conte e Suzanne-Sophie Fortin Duplessis, sua seconda moglie, ebbero: 
- Joséphine Désirée de Beauharnais (11 dicembre 1803 – 14 novembre 1871), sposò Adrien Hippolyte, marchese de Quiquéran-Ventabren

## Araldica
|  |

|  |